# Кастеланета
Кастеланѐта (на италиански: Castellaneta, на местен диалект Castëlanétë, Кастъланетъ) е град и община в Южна Италия, провинция Таранто, регион Пулия. Разположен е на 235 m надморска височина. Населението на града е 17 196 души (към 31 август 2009).
Това е известен в света като роден град на Рудолфо Валентино.